# Centro (Belo Horizonte)

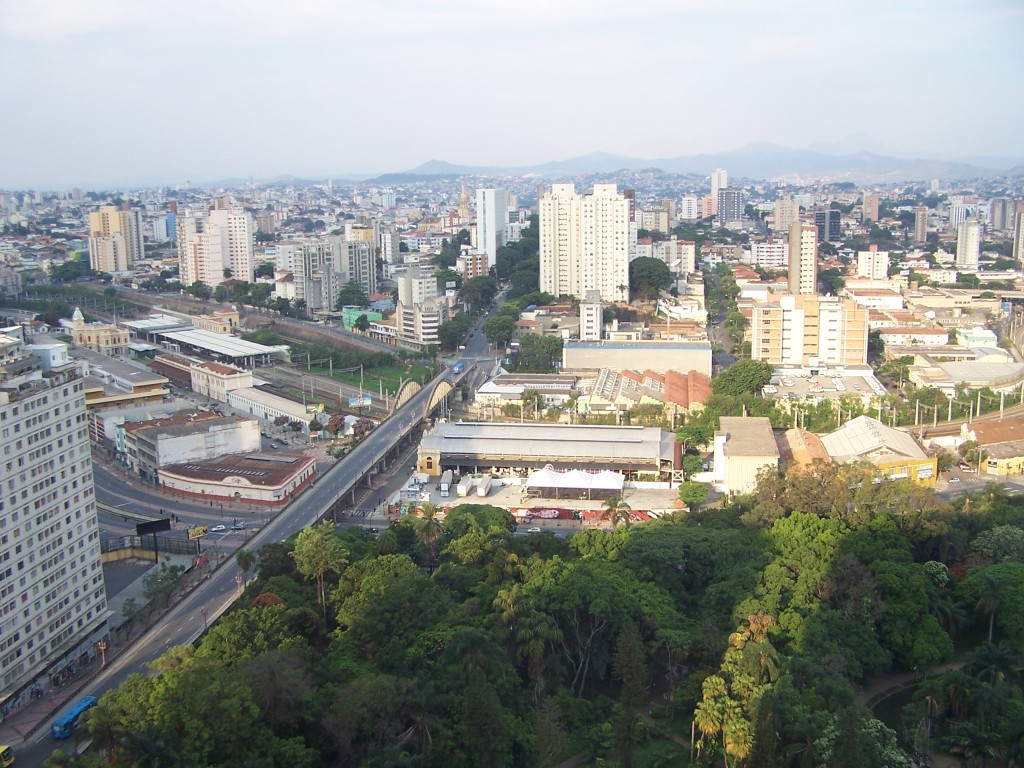
El viaducto Santa Tereza, en el centro de la ciudad.

Centro de Belo Horizonte puede significar:
- El barrio Belo Horizonte llamado Centro;

- Toda la región de Belo Horizonte que se encuentra dentro Avenida do Contorno.

## Região Central
La región de Belo Horizonte, situado dentro de la Avenida do Contorno, en el centro de la ciudad, sería, según el diseño original de la ciudad por la Aarão Reis, la parte urbana de la nueva capital. La principal característica de esta región es que por el hecho de haber sido han sido planificada en el proyecto original, todas las calles se cruzan en un ángulo de 90 grados, y cortan las calles en casi 45 grados, son algunas avenidas, tales como Amazon y Afonso Pena. Cómo las avenidas van en sentido norte-Sur, Oriente-oeste y las calles laterales en la dirección (Noroeste-Sudeste y Nordeste-Sudoeste), un intersección de avenidas forma casi una rosa de los vientos geográfica, con una variación más o menos 15 grados en sentido horário. Otras vías tales como la Avenida Augusto de Lima y Avenida Olegário Maciel siguen el mismo patrón de las calles, cortando a 90 grados o el mantenimiento de una orientación paralela.
En esta región están los barrios del Centro; Barro Preto; Santo Agostinho; Lourdes; Savassi; Funcionários; Boa Viagem; Santa Efigênia.

## Barrio Centro
El barrio con el mismo nombre se encuentra entre los barrios de Lagoinha, Barro Preto, Santo Agostinho, Lourdes, Boa Viagem, Funcionários, Santa Efigênia, Floresta, Colégio Batista e Carlos Prates.
Entre sus principales atractivos se destacan:
- El Parque Municipal.

Primer área de ocio y contemplación de la ciudad abierto en 1897.
- Feria de Arte y Artesanía de la Avenida Afonso Pena.

Ocurre todos los domingos con cerca de tres mil expositores.
- El Palacio de las Artes.

El complejo cultural más grande y diverso de Minas Gerais.
- El Mercado Central.

Ocupa una posición central en la ciudad.
- El Centro de Cultura.

Situado en un bello edificio con una arquitectura neogotico portugués.
- la Iglesia de São José.

Primera iglesia diseñada para la nueva capital. En un punto de encuentro religioso en el centro de la ciudad.
- El Minascentro.

Uno de los centro de convenciones más grande y moderno en el país.
- La Estación Central de Belo Horizonte.

- Datos: Q2946143